# Sylvain Grysolle
Sylvain Grysolle (Wichelen, 12 dicembre 1915 – Aalst, 19 gennaio 1985) è stato un ciclista su strada belga, professionista dal 1936 al 1950, fu vincitore di Giro delle Fiandre, Freccia Vallone e Omloop Het Volk.

## Palmarès
- 1935 (Dilecta-Wolber, una vittoria)

Schaal Sels
- 1936 (Dilecta-Wolber, tre vittorie)

Schaal Sels
Bruxelles-Bellaire
Gand-Anvers
- 1937 (Dilecta-Wolber, due vittorie)

Scheldeprijs
Grote Prijs Stad Zottegem
- 1938 (Dilecta-Wolber, due vittorie)

Kampioenschap van Vlaanderen
Circuit des régions flamandes
- 1939 (Dilecta-Wolber, cinque vittorie)

4ª tappa Deutschland Tour (Breslavia > Reichenbach)
17ª tappa, 2ª semitappa Deutschland Tour (Dortmund > Bielefeld)
18ª tappa Deutschland Tour (Bielefeld > Hannover)
19ª tappa Deutschland Tour (Hannover > Lipsia)
2ª tappa Giro del Belgio (Courtrai > Namur)
- 1941 (Dilecta-Wolber, una vittoria)

Freccia Vallone
- 1944 (Individuale, due vittorie)

Grote 1 Mei-Prijs
2ª tappa du Circuit de Belgique
- 1945 (Individuale, tre vittorie)

Giro delle Fiandre
1ª tappa Giro del Belgio (Bruxelles > Tournai > Bruxelles)
Kampioenschap van Vlaanderen
- 1947 (Rochet-Dunlop, una vittoria)

1ª tappa, 2ª semitappa GP Prior
- 1948 (Rochet-Dunlop, una vittoria)

Omloop Het Volk

## Piazzamenti

### Classiche monumento
- Giro delle Fiandre

1939: 7º
1942: 4º
1943: 4º
1944: 22º
1945: vincitore
1946: 5º
- Parigi-Roubaix

1937: 11º
1939: 6º
- Liegi-Bastogne-Liegi

1937: 20º
1939: 10º
1943: 13º
1945: 4º